# طول كروغ
طول كروغ (بالإنجليزية: Krogh Length)‏ ورمزه {\displaystyle \lambda _{K}}، هو المسافة بين الشعيرات الدموية التي تنتشر من خلالها المغذيات حسب الاستهلاك الخلوي لها.
يمكن وصف طول كروغ كالتالي:
{\displaystyle \lambda _{K}={\sqrt {D_{s}c_{o}/R}}}
حيث {\displaystyle D_{s}} هي ثابت انتشار المذاب في الركيزة، و{\displaystyle c_{o}} هي التركيز داخل القناة، و{\displaystyle R} كمية استهلاك الخلايا للمادة. الوحدة المستعملة هي وحدة قياس الطول.